# جيرهارد أوليفييه
جيرهارد أوليفييه (بالإنجليزية: Gerhard Olivier)‏ هو لاعب اتحاد الرغبي جنوب أفريقي، ولد في 17 فبراير 1993 في Ficksburg ‏ في جنوب أفريقيا.